# 乔治敦大学法律中心

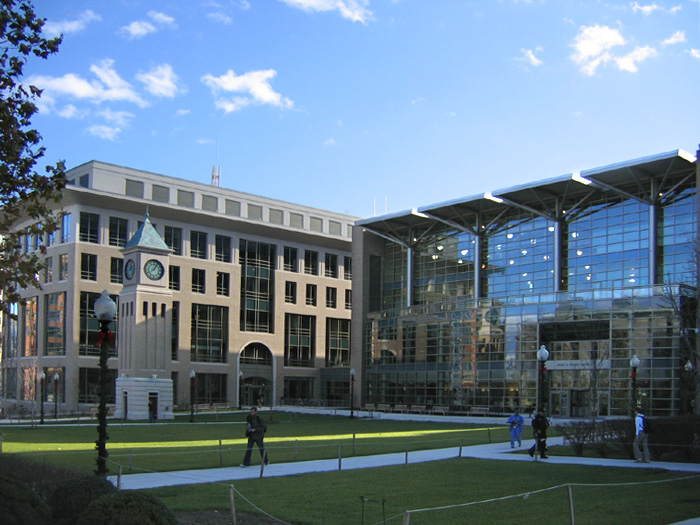
法律中心中庭

乔治敦大学法律中心（Georgetown University Law Center）是一所自1870年由时任校长伯纳德·马奎尔创设的法学院，附属于乔治敦大学，位于美国华盛顿特区国会山。
乔治城法律中心是美国招生规模最大的法学院，拥有 2000 多名学生。
该学院在《美国新闻与世界报道》的法学院排名里被评为第13名。